# Magalang
Magalang es un municipio filipino de primera clase, perteneciente a la provincia de la Pampanga, en la isla de Luzón.

## Historia
Hacia mediados del siglo XIX, el lugar tenía contabilizada una población de 6242 habitantes, repartidos en 1040 casas. Aparece descrito en el segundo volumen del Diccionario geográfico, estadístico, histórico de las Islas Filipinas (1851) de Manuel Buzeta Núñez y Felipe Bravo con las siguientes palabras:

MAGALANG: pueblo con cura y gobernadorcillo, en la isla de Luzon, prov. de la Pampanga, arz. de Manila; sit. en los 124° 17' 30" long., 15° 17' 40" lat., en terreno llano, á la orilla del Sapan Balayan; clima templado y saludable. Tiene con sus barrios y visitas unas 1,040 cassa, la parroquial y la de comunidad que son las mejores del pueblo, estando la cárcel en esta última. La igl. parr. es de buena fábrica, y se halla servida interinamente por un cura secular. Tiene este pueblo buenos caminos que conducen, uno á Macabalo al N., otro á Bamban al S. O., y otros dos al S. E., uno que conduce al pueblo de Arayat y el otro al de Méjico. Confina el term. por S. O. con el de Mabalacat; por S. E. con el de Arayat; por E. con el de Cabiao; por O. con el de la mision de Capas, y por N. con el de La Paz. El terreno es llano y los muchos rios que le riegan lo hacen bastante fértil, siendo su principal prod. la del arroz, si bien hay algunas otras, aunque no en tanta cantidad. pobl. 6,242 alm., y en 1845 pagaba 1,302 trib., que hacen 13,020 rs. plata, equivalentes á 32,550 rs. vn.
(Buzeta y Bravo, 1851, p. 195)

En 2020, tenía censados 124 188 habitantes.